# Thelasis
Thelasis es un género que tiene asignada diez especie de orquídeas, de la tribu Podochileae de la familia (Orchidaceae).  

## Especies seleccionadas
| - Thelasis abbreviata - Thelasis amboinensis' - Thelasis angustifolia - Thelasis bifolia | - Thelasis borneensis - Thelasis capitata - Thelasis carinata - Thelasis carnosa |